# Budków (Ukraina)
Budków – wieś na Ukrainie w rejonie lwowskim należącym do obwodu lwowskiego. Do 2020 roku w rejonie pustomyckim.
Znajduje się tu przystanek kolejowy 28 km, położony na linii Lwów – Czerniowce.